# Pycnocryptodes reticulator
Pycnocryptodes reticulator är en stekelart som beskrevs av Aubert 1971. Pycnocryptodes reticulator ingår i släktet Pycnocryptodes och familjen brokparasitsteklar. Inga underarter finns listade i Catalogue of Life.